# تويستلايت سيدريوم
تويستلايت سيدريوم (باليابانية: トワイライトシンドローム) (بالإنجليزية: Twilight Syndrome)‏، هي سلسلة ألعاب فيديو الرعب اليابانية، وهي من تطوير هيومان إنترتنيمنت، حيث تعمل على منصتي بلاي ستيشن ونينتندو دي أس، صدرت في الأسواق من سنة 1996، وآخر إصدار اللعبة في الأسواق كانت سنة 2008.